# 越谷市立大沢北小学校
越谷市立大沢北小学校（こしがやしりつ おおさわきたしょうがっこう）は、埼玉県越谷市大林にある公立小学校。

## 沿革
- 1971年4月1日 - 越谷市立桜井小学校、越谷市立大沢小学校、越谷市立大袋小学校、越谷市立新方小学校、越谷市立増林小学校を分離して越谷市立大沢北小学校として開設。越谷市立大沢小学校内に分教場を設置
- 1971年11月29日 - 分教場を本校に移転(開校記念日)
- 1972年3月1日 - 校歌、校章制定
- 1973年3月31日 - 越谷市立北越谷小学校を分離
- 1975年3月31日 - 越谷市立弥栄小学校を分離
- 1978年3月31日 - 越谷市立鷺後小学校を分離
- 1981年3月31日 - 越谷市立桜井南小学校を分離

## 教育目標
- よく学び（知育）
- よく遊び（体育）
- 思いやりのある子（徳育）

## 通学区域
- 大里 - 一部
- 大沢 - 一部
- 大林 - 一部
- 大房 - 一部
- 弥十郎 - 一部[1]